# Польско-тевтонская война (1326—1332)
По́льско-тевто́нская война́ (1326—1332) (польск. Wojna polsko-krzyżacka (1327–1332)) — военный конфликт между Королевство Польским, поддержанным Литвой и Венгрией, и Тевтонским орденом, поддержанным Мазовией и Чехией.

## Предыстория

### Нападение на Мазовию
Владислав I Локетек, стараясь объединить польские земли, пошёл в 1326/1327 году походом на Мазовию. В результате польские войска захватили Плоцк, но плоцкий князь Вацлав вместе с братьями Земовитом и Тройденом заключил оборонительный союз с Тевтонским орденом. Владиславу Локетеку пришлось отложить свои планы, связанные с Мазовией.

### Спор о Гданьском Поморье
В 1309 году Гданьское Поморье оказалось включённым в Государство Тевтонского ордена. Несмотря на решение папского суда от 1321 года, тевтонцы не желали возвращать полякам занятую территорию. Переговоры тянулись много лет, и в конце концов Орден решил, что вопрос требует силового решения. Союз с мазовецкими князьями стал удобным поводом для войны, симпатии чешского короля также были на стороне крестоносцев.

### Чешские претензии на польскую корону.
Королём Чехии с 1310 года стал Иоанн Люксембургский. Как муж Елизаветы, являвшейся дочерью польского короля Вацлава II, он стал предъявлять претензии на титул короля Польши: с 1314 года он стал именовать себя «Johannes Dei gracia Boemie et Polonie rex Lucemburgensis comes» («Ян, божьей милостию король Чехии и Польши, граф Люксембургский»). Ситуацию усложнила состоявшаяся в 1320 году с благословения папы Иоанна XXII коронация Владислава Локетека королём Польши. Так как претензии Пшемысловичей опирались на то, что Пшемысл II в 1295 году короновался королём Польши в Гнезно, в Великой Польше, а Владислав короновался в Кракове, в Малой Польше, то двух королей стали именовать «великопольским» и «малопольским».

### Болеслав II
Болеслав II Свидницкий и его дяди Генрих I Яворский и Болеслав II Зембицкий, а также Пшемысл Глоговский оставались единственными полностью независимыми правителями в Силезии. Болеслав Свидницкий активно отстаивал независимость от чехов и поддерживал Владислава Локетека.

## Ход событий
В начале 1327 года войско Иоанна Люксембургского двинулось на Краков, но задержалось в Силезии. Дипломатические действия венгерского короля Карла Роберта привели к тому, что Иоанн Люксембургский был вынужден покинуть Малую Польшу и вернуться в Чехию. На севере тевтонцы были ещё не готовы к войне, но Владислав Локетек, предчувствуя скорое начало боевых действий, позаботился о том, чтобы убрать из Куявии своих близких родственников: Пшемысл Иновроцлавский отдал ему Иновроцлавское княжество, став вместо этого князем Серадзским, а Владислав Горбатый и Болеслав Добжиньский передали королю Добжиньское княжество, получив взамен Ленчицкое княжество.
В 1328 году Иоанн Люксембургский вместе с тевтонцами напал на Литву. Литовский великий князь Гедимин был союзником Владислава Локетека, и потому Владислав в начале 1329 года напал на шедшие по территории Государства Тевтонского ордена чешские войска. Так как при этом были нарушены границы Хелминской земли, то Орден счёл это нарушением перемирия, и великий магистр Вернер фон Орзельн заключил в Торне официальный союз с Иоанном Люксембургским, направленный против Владислава Локетека, а Иоанн Люксембургский на основе своего титула польского короля даровал крестоносцам Гданьское Поморье.
В марте 1329 года тевтонцы атаковали Добжиньское княжество, Великую Польшу и Куявию. Им удалось захватить Пшедеч, Вышогруд, Рачёнж и Накло-над-Нотецью, а также Влоцлавек. Одновременно с этим Иоанн Люксембургский вторгся в Мазовию, и вынудил Вацлава Плоцкого принести ему вассальную присягу. После этого чехи двинулись в Нижнюю Силезию.
В 1330 году Владислав Локетек решил контратаковать и отбить Добжиньскую землю, но особых успехов ему добиться не удалось. Ответный удар крестоносцев привёл к тому, что полякам пришлось отступить. Лишь помощь, полученная из Венгрии, Литвы и Галицкой Руси позволила Владиславу атаковать вновь, и он осадил Ковалево-Поморске. В итоге под Липенеком было заключено перемирие.
В 1331 году крестоносцы решили попробовать нанести решающий удар, скоординированный с нападением чешских войск с юга; местом встречи должен был стать Калиш. Войска под командованием Дитриха фон Альтенбурга выступили на Пыздры, где наместником был королевский сын Казимир III. Им удалось взять город, но Казимир сумел бежать, и с войсками познанского воеводы Винсента Шамотульского нанёс удар по рыцарям, однако победы одержать не смог и был вынужден отступить. После этого тевтонцами были захвачены и сожжены города Бнин, Жнин, Сьрода-Велькопольска и Победзиска.
Чехи, однако, под Калиш так и не пришли, задержавшись в Силезии, а оттуда двинувшись на Познань. Не дождавшиеся их тевтонцы не решились в одиночку штурмовать Калиш, а вместо этого захватили Гнезно. После этого тевтонское войско разделилось на две части, чем попытался воспользоваться Владислав Локетек. 27 сентября 1331 года между крестоносцами и поляками состоялось сражение под Пловцами, закончившееся вничью. После битвы Орден приобрёл решающий перевес и вновь захватил Куявию.

## Итог
С 1332 года начались мирные переговоры. Владислав Локетек не дождался их конца, умерев в 1333 году. В 1335 и 1338 годах были урегулированы спорные вопросы между Казимиром III и Иоанном Люксембургским: за крупную денежную сумму Иоанн отказывался от претензий на титул короля Польши, а Польша присоединилась к чешско-венгерскому союзу против Габсбургов. В 1339 году состоялся Варшавский процесс, в соответствии с решением которого Тевтонский орден должен был вернуть занятые польские земли, но Орден подал апелляцию в папскую курию в Авиньоне. В итоге 2 июня 1343 года в Калише был заключён мир.